# Kentwell Hall

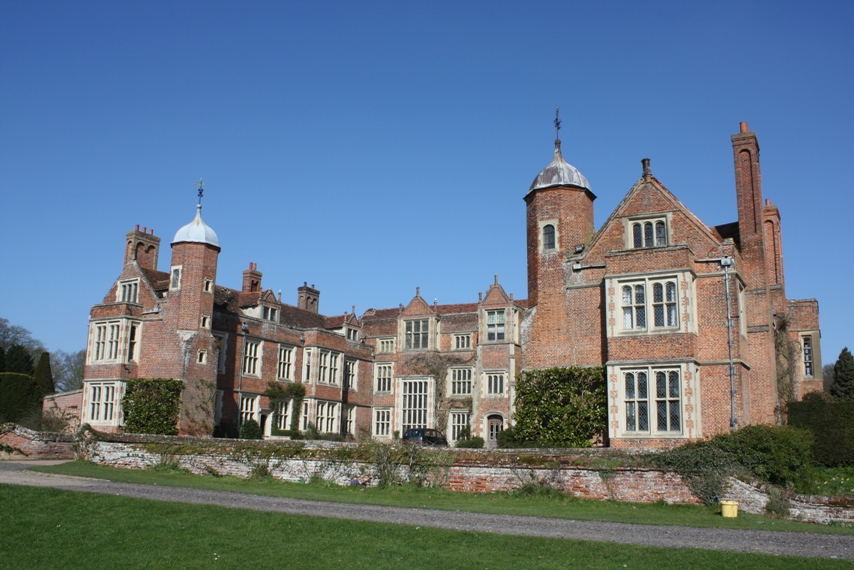
La facciata principale di Kentwell Hall

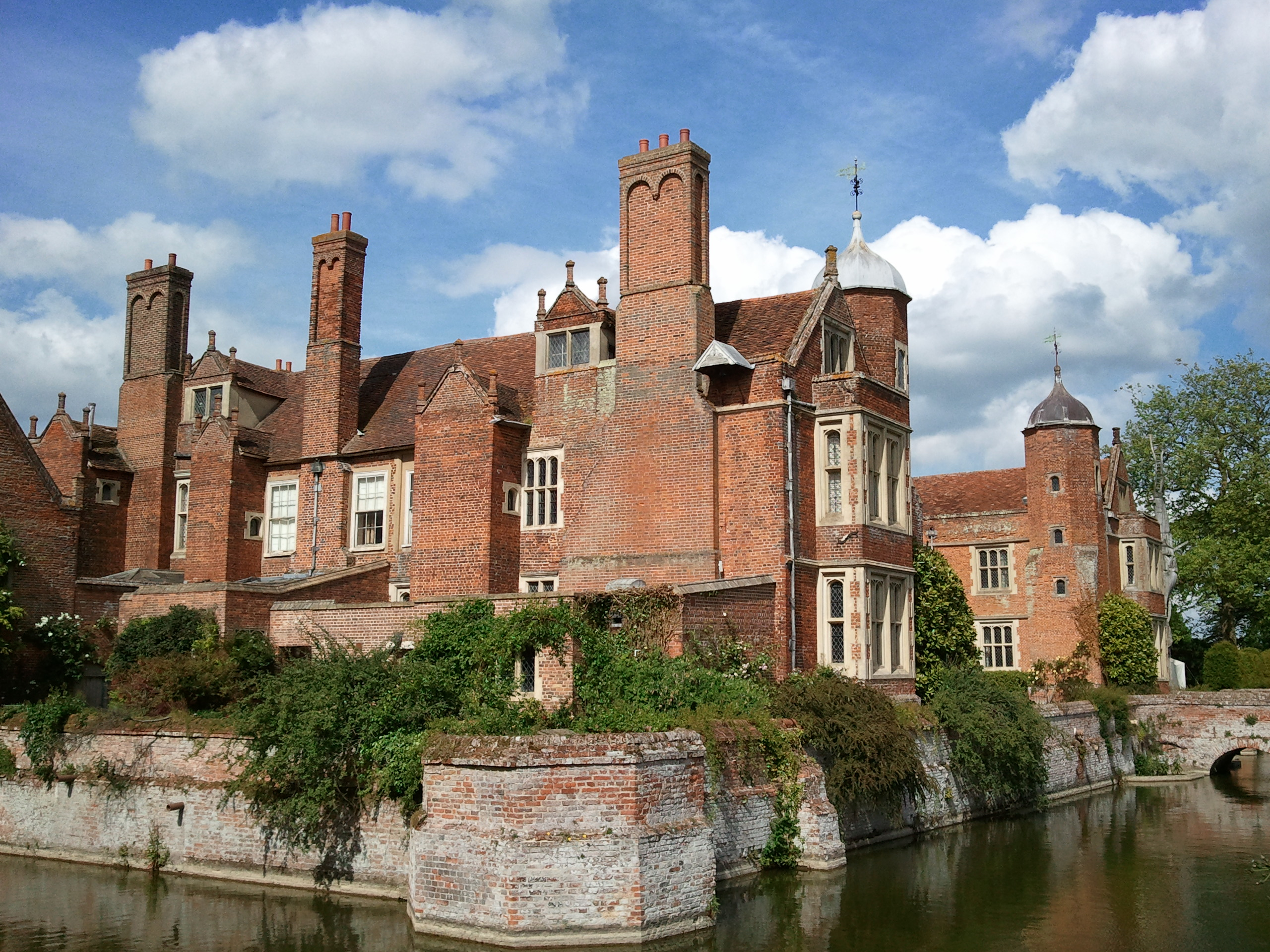
Un'ala del palazzo

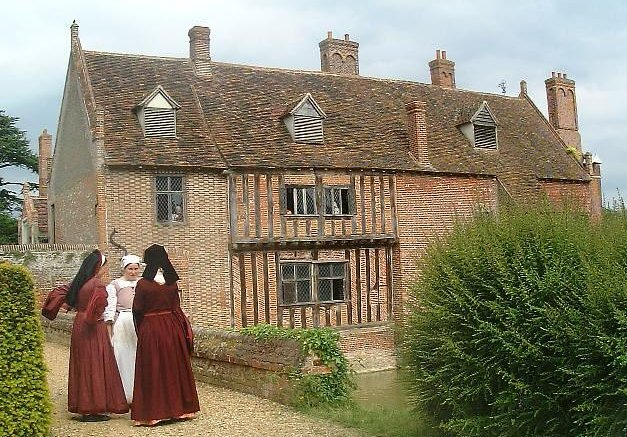
Un edificio nella tenuta di Kentwell

Kentwell Hall è uno storico palazzo in stile Tudor del villaggio inglese di Long Melford, nel Suffolk (Inghilterra sud-orientale), realizzato tra il 1500 e il 1578 e in parte rimodellato in stile gotico nel 1826, ma le cui origini risalgono all'XI secolo.
L'edificio è classificato come palazzo di primo grado.

## Storia
La tenuta di Kentwell, menzionata già nel Domesday Book (1066), era in origine di proprietà della famiglia de Kentwelle: il primo appartenente a questa famiglia ad esserne proprietario fu un certo Frodo. I de Kentwelle rimasero quindi proprietari della tenuta fino al 1250, anno in cui la stessa divenne di proprietà della corona.
In seguito, tra il 1250 e il 1375, la tenuta di Kentwell fu di proprietà della famiglia De Valence, che era di origine francese. A partire dal 1375, con il matrimonio dell'ereditiera Katherine Mylde (o Meld) con Sir Thomas de Clopton, Kentwell divenne di proprietà di quest'ultima famiglia.
Nel corso del XVI secolo, i Clopton fecero ricostruire l'edificio preesistente e già nel 1563 si hanno notizie di un edificio completamente rinnovato.
Nel 1641 Kentwell Hall venne ereditata dalla figlia di Anne Clopton, Sissilia D'Ewes, che andò in sposa a Sir Thomas D'Arcy e che morì nel 1661. In seguito, D'Arcy, che si risposò ed ebbe nove bambini (sei dei quali morti in tenera età), vendette la residenza a Thomas Robinson nel 1676.
Kentwell Hall venne poi ereditata dal figlio di Thomas Robinson, Lumley Robinson e poi dall'omonimo nipote, che però fu costretto a cederla nel 1706 per far fronte ai propri debiti e la residenza divenne quindi di proprietà della famiglia Moore. I primi componenti di questa famiglia ad esserne proprietari furono John Moore e Sarah Mould, nipoti del ricco mercante John Moore (1620-1702), il quale aveva donato loro 80.000 sterline per poterla acqistare.
Agli inizi del XIX secolo, uno degli eredi di Kentwell Hall, Richard Moore fece apportare delle modifiche all'edificio, tra cui l'innalzamento delle torri, e fece realizzare al posto di una fattoria della tenuta una dépendance con cinque camere. Moore fu però in seguito travolto dai debiti e nel 1820 iniziò a vendere gran parte della tenuta, compresi gli alberi del viale d'ingresso, che furono ceduti al pianista Muzio Clementi.
Nel 1823, la residenza fu quindi acquisita da Robert Hart Logan, nato in Canada da un emigrante scozzese, che investì una cifra che si aggirava forse a circa 53.000 sterline. Logan fece apportare un'opera di ammodernamento degli interni, che furono rifatti in stile gotico.
Alla morte di Robert Hart Logan, avvenuta nel 1838, Kentwell Hall venne ereditata dal fratello di quest'ultimo, che la cedette ad Edward Robert Starkie Bence. I Bence erano una dinastia di militari e uno di questi, Richmond Bence, venne ucciso in battaglia nel corso della seconda guerra mondiale; sempre nel corso della guerra, Kentwell Hall venne requisita dall'esercito e fu occupata da otto o nove soldati.
In seguito, nel 1971, Kentwell Hall venne acquistata da Patrick Phillips, che iniziò un'opera di restauro della residenza.

## Architettura
Il palazzo, di tre piani, è circondato da un parco della superficie di circa 130 acri.
La residenza è introdotta da un viale alberato realizzato nel 1678 da Thomas Robinson. Nei giardini di Kentwell Hall si trovano 60 diverse varietà di peri e meli.

## Eventi e set cinematografici
A Kentwell si svolge annualmente a Halloween la manifestazione nota come Scaresville.
Kentwell Hall è stata inoltre utilizzata come location per vari film, tra cui Il vento dei salici con Terry Jones (1996), La ragazza dei tulipani con Alicia Vikander (2017), ecc.